# Roman Boček
Roman Boček (* 26. července 1969) je bývalý český vysoký státní úředník, v letech 2009 až 2010 náměstek ministra dopravy ČR, v letech 2010 až 2012 pak 1. náměstek ministra zemědělství ČR, člen ODS, jeden z aktérů kauzy Nagyová.

## Život
Vystudoval učitelství dějepisu a občanské výchovy pro střední školy na Pedagogické fakultě Masarykovy univerzity (promoval v roce 1996, získal titul Mgr.). Později absolvoval manažerské studium na Business School při VUT v Brně, kurz správce konkurzní podstaty a v roce 2006 studium MBA na Brno International Bussiness School. Od roku 1997 pracoval ve vedoucích pozicích několika společností, mezi lety 2003 a 2008 byl ředitelem a předsedou představenstva Oblastní nemocnice Příbram. Zasedal i v představenstvech dalších společností jako Kotva či Real Spektrum.
Je členem ODS, v níž zastával i pozici člena výkonné rady za Středočeský kraj. Od ledna 2009 do července 2010 působil jako náměstek ministra dopravy ČR. V období od června 2009 do září 2010 byl i členem dozorčí rady akciové společnosti České aerolinie. V červenci 2010 se stal 1. náměstkem ministra zemědělství ČR Ivana Fuksy (a později i Petra Bendla). Tím byl do září 2012. V období od září 2010 do listopadu 2012 byl členem dozorčí rady státního podniku Lesy České republiky, od prosince 2010 do září 2012 pak členem dozorčí rady národního podniku Budějovický Budvar. Od března do září 2012 byl navíc jako náměstek ministra zemědělství pověřen řízením Státního zemědělského intervenčního fondu (SZIF). Dne 1. října 2012 se stal členem představenstva Českých drah a výkonným ředitelem ČD pro správu majetku. Na konci července 2013 jej dozorčí rada s okamžitou platností odvolala z pozice člena představenstva ČD.
Lesy České republiky prodaly v roce 2010 (když byl Roman Boček v dozorčí radě) lukrativní pozemky v Kersku švýcarské firmě Unilink, kterou založil AK Toman & Partneři pro švýcarskou firmu Orvilink AG s anonymními vlastníky. AK Toman & Partneři společnost Unilink v roce 2019 majetkové převzala a do vedení dosadila Romana Bočka.
Dne 13. června 2013 jej zadržela Policie ČR v souvislosti s kauzou Nagyová (obávala se totiž jeho vycestování do Španělska, odkud by se už nemusel vrátit). Do 19. července 2013 byl ve vazbě, následně Krajský soud v Ostravě vyhověl jeho stížnosti proti vazbě a nadále byl vyšetřován na svobodě. Podle policejního orgánu hrál „spojku“ mezi Janou Nagyovou a trojící rebelujících poslanců z ODS (Petr Tluchoř, Ivan Fuksa a Marek Šnajdr), a proto jeho aktivity posoudili jako podplácení a zneužití pravomoci úřední osoby ve formě návodu. Boček svou vinu popírá. V kauze ho obhajovala kancelář Toman & Partneři, která později Romana Bočka zaměstnala, mimo jiné i ve firmě Unilink.
V červnu 2023 navrhl státní zástupce Bočkovi udělit podmíněný trest v délce trvání dvou let s peněžitým trestem ve výši 400 tisíc Kč v kauze tzv. trafik pro poslance ODS. Peněžitý trest byl sice snížen na 300 tisíc Kč, soud ho nicméně k navrženému trestu nepravomocně odsoudil. V prosinci 2023 odvolací soud potvrdil rozsudek a ten se stal pravomocný. 